# Jordanoleiopus orientalis
Jordanoleiopus orientalis är en skalbaggsart som beskrevs av Stefan von Breuning 1957. Jordanoleiopus orientalis ingår i släktet Jordanoleiopus och familjen långhorningar. Inga underarter finns listade i Catalogue of Life.